# Rhagonycha ghilanensis
Rhagonycha ghilanensis es una especie de coleóptero de la familia Cantharidae.

## Distribución geográfica
Habita en Armenia.